# Източен Туркестан
Източен Туркестан (на уйгурски: شەرقىي تۈركىستان) или Уйгуристан (на уйгурски: اویغورستان) е исторически регион в Западен Китай, в Синдзян-уйгурския автономен регион на Народна република Китай.
Той е част от средноазиатския исторически регион Туркестан (превежда се като „Земя на тюрките“), който заема териториите на централноазиатските републики и Западен Китай. През 1272 г. Марко Поло прекосява Туркестан по време на своята експедиция до Китай по Пътя на коприната.
Голям Туркестан се състои от:
- Западен Туркестан, обхващащ териториите на средноазиатските републики, и
- Източен Туркестан, обхващащ териториите на Синдзян-уйгурския автономен регион, наричан „Уйгуристан“ от уйгурските тюрки.

Тяншанските и Памирски хребети разделят 2-те части на Туркестан. В Източен Туркестан (Синдзян-уйгурския автономен регион) се намират някои от големите тюркски културни центрове като Кашгар, Хотан, Турфан, Яркенд, Аксу, Куча и Алтай.
Терминът Източен Туркестан е въведен от руските тюрколози като Якинт Бичурин през 19 век за назоваване на Таримския басейн в югозападната част на Синдзян. Местното население по това време не нарича региона с това име. Историческото уйгурско наименование за Таримския басейн е Алтишар, което буквално се превежда като „Шест града“. През 20 век уйгурските сепаратисти и поддръжниците им започват да използват Източен Туркестан (или Уйгуристан) като призив цял Синдзян да стане независима държава със столица Урумчи.